# Madison Beer
Madison Elle Beer (Nova York, Estats Units, 5 de març de 1999) és una cantant productora i escriptora estatunidenca. Es va fer coneguda després d'haver realitzat versions en YouTube.

## Biografia
Madison Beer, va néixer el 5 de març de 1999 a Jericho, Long Island, Nova York. Filla de Robert Beer, un constructor de cases de luxe, i Tracie Beer, dissenyadora d'interiors. Té un germà menor, Ryder. Els seus pares estan divorciats i el seu pare Robert va tornar a casar-se. Beer va estudiar a la Jericho Middle School fins que l'any 2012 va continuar els seus estudis des de casa. Va treballar com a artista independent els últims anys, i a mitjan aquest any va aconseguir aliar-se a una discogràfica, Epic Records. Madison és jueva d'ascendència asquenazí.

## Carrera artística

### Inicis musicals
A principis del 2012 Beer va començar publicant vídeos en Youtube interpretant cançons d'èxit. Va guanyar popularitat quan Justin Bieber va tuitar el vídeo de la versió que Beer va fer de Etta James, At Last. Bieber va contactar amb Beer, qui va signar amb la discogràfica amb la qual treballa el cantant, Island Records.
Va col·laborar amb Monster High, per qui va gravar el tema «We Are Monster High». El febrer del 2013, Cody Simpson va regrabar la seva cançó «Valentine» amb Madison Beer, la qual va ser reproduïda per Radio Disney, però mai va ser oficialitzada. El 12 de setembre de 2013, va gravar el seu primer senzill i vídeo musical, «Melodies», escrita per Peter Kelleher, Ben Kohn, Thomas Barnes,Ina Wroldsen i Justin Bieber. En el vídeo apareix Bieber.
«Unbreakable» es va llançar com el seu segon senzill, la cançó al costat del vídeo musical, es va publicar el 14 de juny de 2014 i va ser escrita per Jessica Ashley, Evan Bogart, Heather Jeanette Miley, Matt Schwartz, Emanuel Kiriakou i Andrew Goldstein i va ser produïda pels dos últims. El 16 de febrer de 2015, va anunciar la seva col·laboració amb DJs Mako en la cançó «I Won't Let You Walk Away». La cançó es va gravar juntament amb el vídeo musical, el 24 d'aquest mateix mes, i immediatament va estar disponible en plataformes digitals per a la seva descàrrega. La cançó va aconseguir el número 43 en Hot Dance/Electronic Songs, el número 33 en Dance/Electronic Digital Songs i el número 19 en Dance/Mix Show Airplay als Estats Units. El 16 de setembre de 2015 es va publicar el senzill «All for love», una col·laboració amb Jack & Jack i composta per Chloe Angelides, Matt Beckley, Jeff Halavacs, Jack Johnson i Gamal Lewis.

### 2017-2018:As She Pleases
Va gravar el seu primer EP, titulat As She Pleases, durant un període de tres anys. Es va estrenar el 2 de febrer de 2018, i es va embarcar en la gira As She Pleases Tour per a la seva promoció. «Dead» es va publicar com el primer senzill de l'EP el 19 de maig de 2017. El vídeo musical es va llançar més tard, el 3 d'agost de 2017. Van ser llançats remixes amb Cedric Gervais i Laibert, com una versió acústica, per a la promoció del senzill. Després, va llançar «Say It to My Face» com a segon senzill el 3 de novembre de 2017. El vídeo musical es va estrenar el 15 de novembre de 2017. Remixes de la cançó amb The Wideboys van ser publicats el 15 de setembre de 2017.
El 10 de març de 2018, «Home with You» es va llançar com el tercer i últim senzill de l'EP. L'agost del 2018, la cançó va aconseguir el seu punt màxim en el número 22 en la llista de Billboard Mainstream Top 40. Va fer el seu debut oficial en el festival en Lollapalooza el 2 d'agost de 2018 a Chicago. Va aparèixer en «Blame It On Love», una cançó del setè àlbum d'estudi 7 del DJ francès David Guetta. El desenvolupador de videojocs Riot Games va llançar una cançó i un vídeo musical per a «Pop/Stars» el 3 de novembre de 2018. Aquesta cançó és interpretada per Beer, Jaira Burns sota el grup virtual de K-pop anomenat K / DA. Aquesta cançó es va utilitzar com a tema principal per al joc en línia League of Legends cap a finals del 2018. El seu EP va aconseguir el seu punt màxim en el número 93 en la llista de Billboard 200, i la posició 62 al Canadà. El 9 de novembre de 2018, va llançar «Hurts Like Hell» amb el raper nord-americà Offset, membre del grup Migos.

### 2019–2020:Life Support
Després del llançament del seu EP de debut, va començar a treballar en un projecte d'àlbum l'agost del 2018. El 9 de novembre del 2018, va llançar «Hurts Like Hell» com el senzill principal del seu àlbum d'estudi debut encara sense títol. Després del llançament, va revelar que l'àlbum es llançaria en algun moment del 2019. El tema va ser eliminat de la llista de cançons de l'àlbum i «Dear Society» ho va reemplaçar com el senzill principal de l'àlbum. L'agost del 2019, es va filtrar que el títol de l'àlbum seria Life Support. Poc després d'això, va anunciar que havia signat amb Epic Records i que planejava llançar nova música aviat. El 12 de febrer de 2020, va revelar la portada de l'àlbum.
El 31 de gener de 2020, després de descartar dos senzills anteriors, va estrenar com a senzill principal del seu primer àlbum d'estudi «Good In Goodbye», seguit del seu segon senzill «Selfish». El 3 d'abril, va llançar el primer senzill promocional de l'àlbum «Stained Glass».

## Discografia
Àlbums d'estudi
- 2020: Life Support

EP
- 2018: As She Pleases

## Gires musicals
- 2018: As She Pleases Tour

## Filmografia
| Any  | Títol                               | Paper        | Nota                   |
| ---- | ----------------------------------- | ------------ | ---------------------- |
| 2013 | Louder Than Words                   | Amy          | Pel·lícula             |
| 2015 | Todrick                             | Wendy        | Episode: "Peter Perry" |
| 2016 | Hollywood Medium With Tyler Henry   | Ella mateixa | Estrella convidada     |
| 2019 | Ridiculousness                      | Ella mateixa | Estrella convidada     |
| 2020 | RuPaul's Secret Celebrity Drag Race | Ella mateixa | Episodi 4              |